# Max Weißwange
Max Ludwig Johannes Weißwange (* 24. November 1864 in Dresden; † 20. Mai 1929 ebenda) war ein deutscher Verwaltungsjurist.

## Leben
Er war der Sohn des Forstkondukteurs und späteren Oberforstmeisters Max Emil Herrmann Weißwange und dessen Ehefrau Marie Louise Emilie geborene Bramsch, die auf dem Stadtgut in Löbtau wohnten, welches Johann Ludwig Bramsch 1856/57 gekauft hatte. Die Taufe fand erst am 5. Januar 1865 statt. Sein jüngerer Bruder war der Mediziner Fritz Weißwange in Dresden, der 1916 am Kramer bei Garmisch tödlich verunglückte.
Nach dem Besuch der Schule nahm Weißwange ein Studium der Rechtswissenschaften auf, das er als Dr. jur. abschloss. Er trat in den sächsischen Staatsdienst und war als Regierungs- und später als Oberregierungsrat bei der Kreishauptmannschaft Bautzen tätig.
1901 heiratete er in Dresden Elisabeth Margaretha geborene Haberkorn, die Tochter des Geheimen Regierungsrates Ludwig Reinhold Haberkorn.
Mit Wirkung vom 1. Juni 1909 wurde er zum Amtshauptmann der Amtshauptmannschaft Annaberg im Erzgebirge ernannt. Er nahm dort die Stelle von Kurt Robert Alfred Freiherr von Welck ein, der zur Amtshauptmannschaft Glauchau versetzt worden war. In Annaberg übernahm er u. a. 1912 den Ehrenvorsitz des Verbandes Sächsischer Dramatischer Vereine.
Ende 1918 legte er die Geschäfte als Leiter der Annaberger Amtshauptmannschaft nieder, um dem Ruf an die Kreishauptmannschaft Dresden als Geheimer Regierungsrat und Vertreter des Kreishauptmanns zu folgen.